# El Encinal, San Luis Potosí
El Encinal är en ort i Mexiko.   Den ligger i kommunen Tamazunchale och delstaten San Luis Potosí, i den sydöstra delen av landet, 210 km norr om huvudstaden Mexico City. El Encinal ligger 843 meter över havet och antalet invånare är 282.
Terrängen runt El Encinal är kuperad åt nordväst, men åt sydost är den bergig. El Encinal ligger uppe på en höjd. Runt El Encinal är det tätbefolkat, med 476 invånare per kvadratkilometer. Närmaste större samhälle är Tamazunchale, 10,3 km öster om El Encinal. I omgivningarna runt El Encinal växer i huvudsak städsegrön lövskog.